# Touquettes
Touquettes ist eine französische Gemeinde mit 75 Einwohnern (Stand: 1. Januar 2022) im Département Orne in der Region Normandie. Sie gehört zum Kanton Rai und zum Arrondissement Mortagne-au-Perche.

## Lage
Nachbargemeinden sind Le Sap-André im Nordwesten, La Ferté-en-Ouche im Norden und Nordosten, Saint-Evroult-Notre-Dame-du-Bois im Südosten und La Trinité-des-Laitiers im Südwesten.

## Bevölkerungsentwicklung
| Jahr      | 1962 | 1968 | 1975 | 1982 | 1990 | 1999 | 2008 | 2015 |
| --------- | ---- | ---- | ---- | ---- | ---- | ---- | ---- | ---- |
| Einwohner | 149  | 121  | 80   | 76   | 70   | 92   | 84   | 87   |

## Sehenswürdigkeiten
- Kirche Notre-Dame